# Medzibrod, Banská Bystrica
Medzibrod este o comună slovacă, aflată în districtul Banská Bystrica din regiunea Banská Bystrica, pe malul râului Hron. Localitatea se află la altitudinea de 400 m deasupra n.m., se întinde pe o suprafață de 17,08 km2 și în 2017 număra 1.390 de locuitori.

## Istoric
Localitatea Medzibrod este atestată documentar din 1455.

## Demografie
| An:                | 1994 | 2004   | 2014   | 2024   |
| ------------------ | ---- | ------ | ------ | ------ |
| Număr de persoane: | 1307 | 1303   | 1359   | 1372   |
| Diferență:         |      | −0,30% | +4,29% | +0,95% |

| An:                | 2023 | 2024   |
| ------------------ | ---- | ------ |
| Număr de persoane: | 1395 | 1372   |
| Diferență:         |      | −1,64% |